# Umkehrplastik
Unter einer Umkehrplastik versteht man eine Alternative zur Vollamputation, bei der ein Körperteil eine Aufgabe übernimmt, für die es eigentlich nicht vorgesehen ist. Diese Operationstechnik wurde in den 1920er Jahren durch den Arzt Joseph Borggreve als Behandlungsoption nach Unfällen entwickelt und später nach ihm benannt.

## Borggreve-Umkehrplastik
Bei einer Erkrankung im Knie oder Oberschenkel (zum Beispiel Osteosarkom) dient die Borggreve-Umkehrplastik als Alternative zu einer kompletten Amputation am Oberschenkel (wobei die aktive Steuerung und Stabilisierung durch das Kniegelenk verloren gehen würde). Hierbei werden das Knie und ein Teil des Unter- und Oberschenkels entfernt, und der Unterschenkel mit Fuß, um 180° horizontal verdreht, am verbliebenen Oberschenkel fixiert. Das Sprunggelenk wird dabei auf Höhe des nicht mehr vorhandenen Kniegelenks gesetzt, so dass es dessen Aufgabe übernehmen kann. Die horizontale Drehung des Fußes nach hinten ist notwendig, da in Normalstellung das Sprunggelenk nur die Bewegung nach vorne und das Kniegelenk nur die nach hinten erlaubt.
Es wird so eine im Vergleich zur Vollamputation erhöhte Mobilität und Stabilität erreicht, die etwa der einer Unterschenkelamputation entspricht und mit einer Unterschenkelprothese versorgt werden kann.
Vor allem das Gehirn muss anschließend auf die neue Steuerung der Gliedmaßen trainiert werden, denn bewegt man jetzt das Sprunggelenk des Fußes, bewegt sich nun (durch den Fuß gesteuert) die prothetische Versorgung (also der Ersatz für Unterschenkel und Fuß).
Nach entsprechendem Training ist ein Leben mit recht wenigen Einschränkungen möglich; nach einigen Jahren Lauftraining ist im Idealfall selbst für geschulte Therapeuten kaum noch ein Unterschied im Gangbild zu erkennen.
Außerdem treten im Vergleich zu einer normalen Amputation in der Regel keine Phantomschmerzen auf, da die Extremität nicht am Ende amputiert wird.
Eine Umkehrplastik kann in der Regel nur bei einer Erkrankung durchgeführt werden, da eine aufwendige Planung und Voruntersuchungen nötig sind, die sich etwa bei einem Unfall zeitlich nicht realisieren lassen. Außerdem ist eine derart umfangreiche Operation (Dauer 6–10 Stunden) nur von wenigen Experten durchführbar und in medizinisch hochentwickelten Ländern möglich, da eine erhöhte Infektionsgefahr besteht.
Die Borggreve-Umkehrplastik wurde weltweit erst einige hundert Male durchgeführt.
Lange nach ihrer Entwicklung wurde diese Methode nicht mehr angewandt. In den 1980er Jahren führten Salzer (Wien), Gersthof und Becker (Volmarstein) und Winkelmann (Münster) diese OP bei der Behandlung von Knochentumorpatienten wieder erfolgreich in einigen Dutzend Fällen durch. Hauptindikation besteht heute bei Kindern, bei denen aufgrund des Alters eine Endoprothese nicht in Frage kommt, oder Patienten, bei denen eine Endoprothese – z. B. bei einer Infektion – ausgebaut werden musste.